# 오스트레일리아 우선당
오스트레일리아 우선당(영어: Australia First Party)은 연방 선거 및 뉴사우스웨일스주 지방 선거를 위해 설립된 오스트레일리아의 극우 군소 정당이다. 이 정당은 짐 샐림에 의해 이끌어지고 있다. 샐림은 뉴사우스웨일스 주 정당의 의장이지만 전국적 정당으로서의 그 정당 안에서 중요한 역할을 하고 있다. 이 정당의 정책은 1970년대 초반 노동당에 의해 폐기되었던 것으로 알려진 구 오스트레일리아 노동당의 이념에 바탕을 둔 것으로 전해지고 있다. 이 당의 정책은 국수주의적이고 반다문화적이며 경제적 보호무역론자로서 설명될 수 있다.

## 같이 보기
- 이유 없는 반항 (1992년 영화)